# Renaissanceschloss Neunkirchen

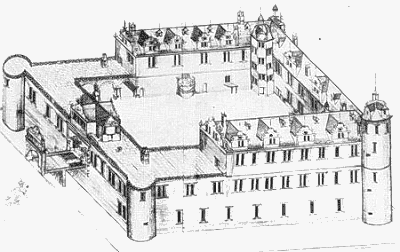
Zeichnung des Schlosses von Heinrich Hoer aus dem 17. Jahrhundert

Das Renaissanceschloss Neunkirchen war ein Jagdschloss der Fürsten von Nassau-Saarbrücken in Neunkirchen (Saar) aus dem 16. Jahrhundert, von dem nur geringe Reste erhalten sind. Es wurde ab 1752 zugunsten eines Neubaus in der Schloßstraße abgetragen.

## Geschichte
Graf Albrecht ließ das Schloss von 1575 bis 1585 durch den Baumeister Christian Stromeyer errichten. Es handelte sich um einen kastellburgartigen Vierecksbau mit einer Ausdehnung von 57 mal 41 Meter. Der Kunsthistoriker Walter Zimmermann beschrieb das Schloss: „Auch hier (wie in Ottweiler und Philippsborn) wurde ein Innenhof ringsum von Gebäudetrakten umschlossen, deren Ecken mit Rundtürmen besetzt waren. Während nämlich der rückwärtige Bau und die anschließenden Flügel in etwa zwei Drittel ihrer Ausdehnung zweigeschossig hoch geführt waren, blieb der Rest der Anlage eingeschossig und war mit einer Terrasse (Altan) abgedeckt, die der Hofgesellschaft Gelegenheit zum Lustwandeln bot. Dem gleichen Zweck diente das kreuzförmig angelegte Lusthaus über der Eingangsdurchfahrt des Vorderbaues. Stromeyer eilt in der geöffneten Hufeisenform der Hauptgebäude seiner Zeit weit voraus. Die Großzügigkeit und die Anmut der Erfindung sind in der damaligen Baukunst, soweit ich sehe, ohne Vergleich. Weder in Deutschland, noch in Frankreich, das zu dieser Zeit ein ausgebautes Schlossbauwesen aufweisen kann, ist mir eine Anlage begegnet, die als unmittelbares Vorbild angesprochen werden könnte.“ Auf dem davor gelegenen Platz wurden ab 1752 drei Märkte im Jahr abgehalten.
Mit der Errichtung des Barockschlosses Jägersberg 1752 verlor die alte Schlossanlage ihre Funktion und wurde größtenteils abgetragen. Gebäudereste dienten anschließend als Kaserne mit Pferdestallungen. Später entstanden an gleicher Stelle die Synagoge Neunkirchen, ein Wohnhaus und das Restaurant Burgkeller.

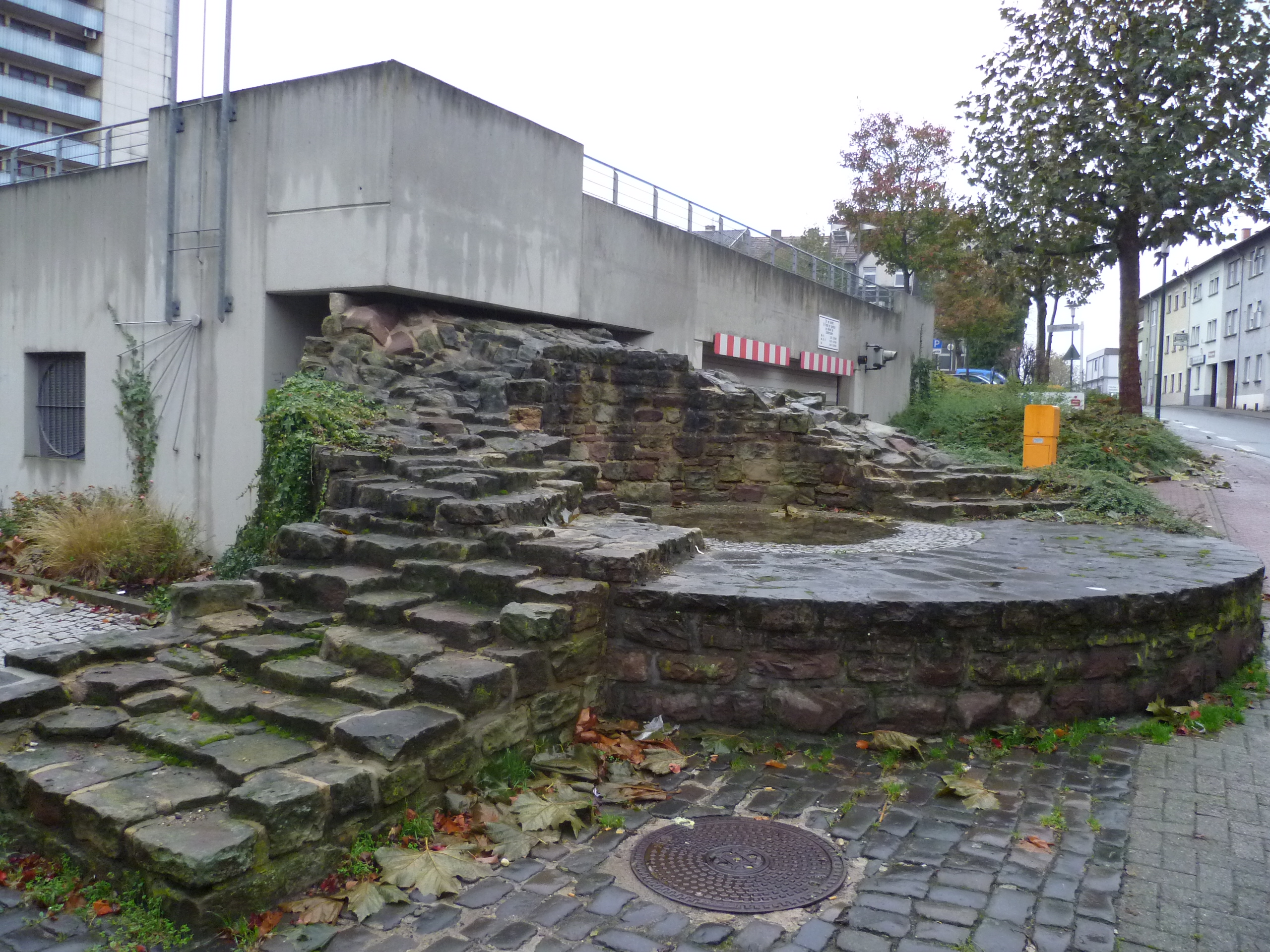
Reste des Süd-West-Eckturms in der Irrgartenstraße

Heute sind am Oberen Markt zwischen Irrgartenstraße und Rödelsgasse nur noch wenige Reste des Schlosses erhalten. An die frühere Synagoge erinnert seit 1994 der Synagogenplatz. Das ehemalige Burgtheater und das Hotel Burgkeller erinnern mit dem Namensbestandteil „Burg“ an das Schloss. Das Gasthaus Burgkeller ist gegenwärtig (2019) ein Irish Pub. Dort befinden sich Reste des Kellergewölbes. Weitere Reste befinden sich in der Rödelsgasse 3a unter einem Wohnhaus. Bei Bauarbeiten in der Irrgartenstraße wurde 1989 der Unterbau des südwestlichen Eckturms gefunden, 1995 wurde außerdem ein Teil der Wasserleitung freigelegt. Die in der Irrgartenstraße zu einer Kollage zusammengestellten Reste sind heute noch zu besichtigen. Sämtliche Reste des Schlosses stehen heute unter Denkmalschutz.